# 4027 Mitton
A 4027 Mitton (ideiglenes jelöléssel 1982 DN) a Naprendszer kisbolygóövében található aszteroida. Edward L. G. Bowell fedezte fel 1982. február 21-én.